# Hidenao Yanagi

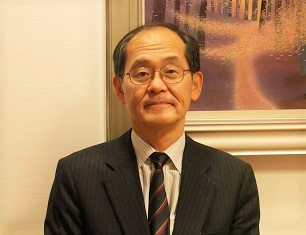
2020

Hidenao Yanagi (japanisch 柳 秀直 Yanagi Hidenao; * 16. Oktober 1958 in Tokyo) ist ein japanischer Diplomat.

## Leben

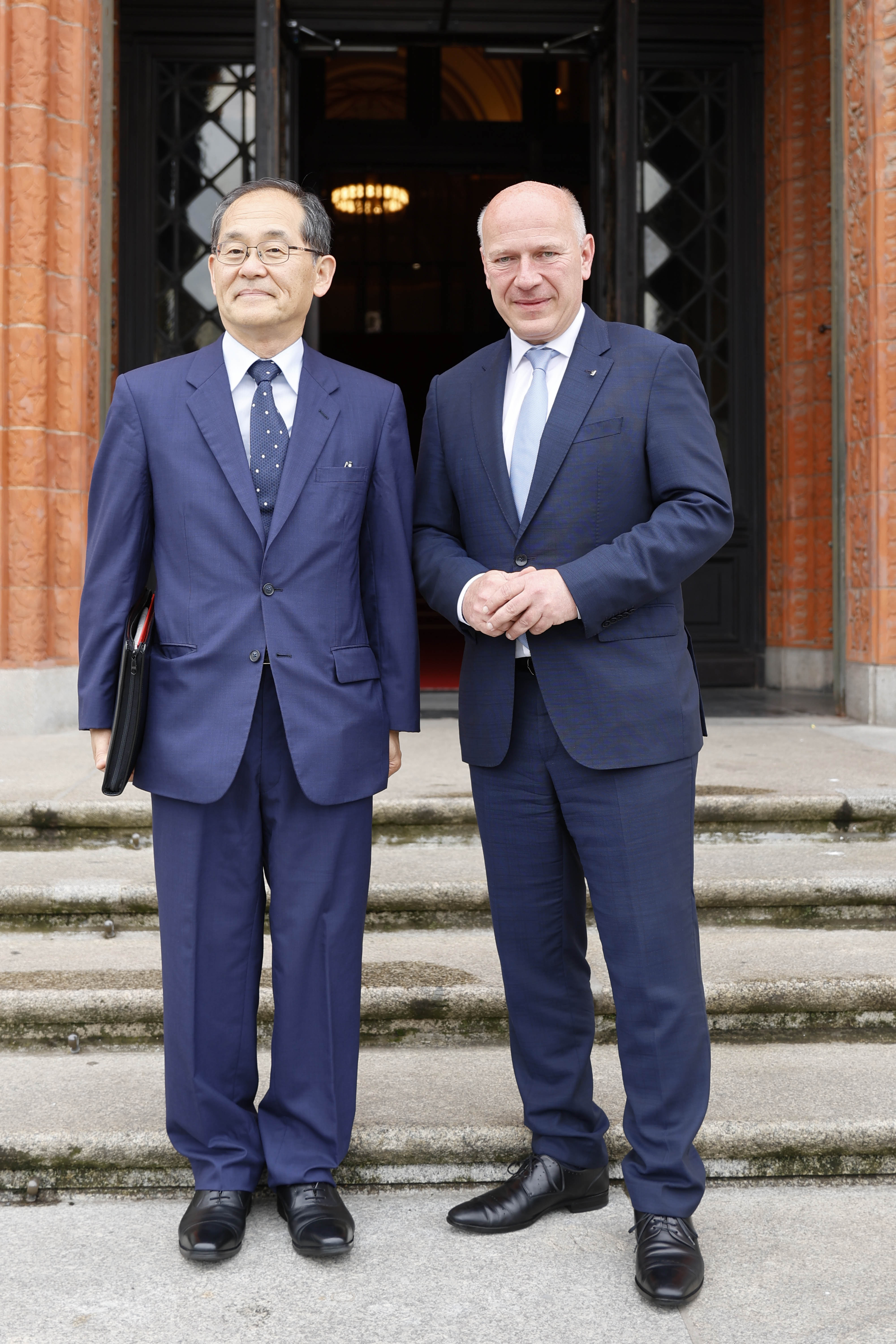
Yanagi und Kai Wegner, Regierender Bürgermeister von Berlin (2023)

Im März 1982 schloss Yanagi sein Studium an der Fakultät für Kultur- und Geisteswissenschaften der Universität Tokyo mit Schwerpunkt Internationale Beziehungen ab. Im April 1982 trat er in den Dienst des japanischen Außenministeriums ein. Es folgte im Juli 1983 ein Studium an der Universität Konstanz.
Juli 1985 wurde er zweiter Botschaftssekretär an der japanischen Botschaft in Österreich. Yanagi kehrte im Februar 1987 in das Außenministerium zurück und war dort in der Wirtschaftsabteilung, im Referat Nordostasien der Asienabteilung, in der Nordamerika-Abteilung und schließlich in der Abteilung Wirtschaftliche Zusammenarbeit tätig.
Im April 1996 übernahm er die Funktion als erster Botschaftssekretär in der japanischen Botschaft in Deutschland. Zurück in Japan wurde er im August 1999 Koordinator im Korea-Referat der Asienabteilung und übernahm im Januar 2001 die Stelle als Referatsleiter im ersten Referat für Informationen und Analysen der Abteilung Internationale Informationen. Oktober 2002 wurde er Referatsleiter des Planungsreferats in der Abteilung Allgemeine Außenpolitik.
Yanagi ging dann im August 2004 als Botschaftsrat an die japanische Botschaft in Indien, wo er Januar 2006 Gesandter wurde. Im August des gleichen Jahres wurde er Gesandter in Deutschland, bis er im Juli 2009 in das Kabinettssekretariat entsandt wurde. September 2012 übernahm er die Funktion als stellvertretender Abteilungsleiter des Ministerbüros und war dort für Krisenmanagement und die Abteilung für Konsularische Angelegenheiten; Unterabteilung Abrüstung, Nichtverbreitung und Wissenschaften in der Abteilung für Allgemeine Außenpolitik zuständig. Schon im Dezember 2012 wurde er stellvertretender Abteilungsleiter mit Zuständigkeit für das südöstliche und südwestliche Asien in der Asien Pazifik-Abteilung.
Ab April 2014 war er Generalkonsul im japanischen Generalkonsulat in München, bis er im Oktober 2017 japanischer Botschafter in Jordanien wurde. Am 7. Dezember 2020 übernahm er das Amt des Botschafters in Deutschland. Dieses hatte er bis 2024 inne, als ihm Mitsuko Shino folgte.

## Persönliches
Hidenao Yanagi ist verheiratet und Vater zweier Kinder. Er spricht neben Japanisch auch Deutsch, Englisch und etwas Arabisch.